# Bataille de Turckheim
 (mai 2014).
Si vous disposez d'ouvrages ou d'articles de référence ou si vous connaissez des sites web de qualité traitant du thème abordé ici, merci de compléter l'article en donnant les références utiles à sa vérifiabilité et en les liant à la section « Notes et références ».
Pour les articles homonymes, voir De Turckheim.
Guerre de Hollande
Batailles
- Groenlo (06-1672)
- Solebay (06-1672)
- Coevorden (06-1672)
- Nimègue(07-1672)
- Groningue (07-1672)
- Saint-Lothain (02-1673)
- Schooneveld (1re) (06-1673)
- Maastricht (06-1673)
- Schooneveld (2de) (06-1673)
- Texel (08-1673)
- Bonn (11-1673)
- Arcey (01-1674)
- Pesmes (02-1674)
- Gray (02-1674)
- Scey-sur-Saône (03-1674)
- Chariez (03-1674)
- Vesoul (03-1674)
- Arbois (03-1674)
- Orgelet (03-1674)
- Besançon (04-1674)
- Dole (05-1674)
- Sinsheim (06-1674)
- Salins (06-1674)
- Belle-Île (06-1674)
- Lure (07-1674)
- Faucogney (07-1674)
- Sainte-Anne (07-1674)
- Fort-Royal (07-1674)
- Seneffe (08-1674)
- Entzheim (10-1674)
- Mulhouse (12-1674)
- Turckheim (01-1675)
- Stromboli (02-1675)
- Fehrbellin (06-1675)
- Salzbach
- Consarbrück
- Alicudi
- Agosta
- Palerme
- Maastricht
- Philippsburg
- Valenciennes
- Cambrai
- Saint-Omer
- Tobago
- La Peene (Cassel)
- Ypres
- Rheinfelden (07-1678)
- Saint-Denis

La bataille de Turckheim oppose le 5 janvier 1675 Frédéric-Guillaume, électeur de Brandebourg commandant une armée austro-brandebourgeoise, au maréchal de Turenne, commandant une armée française, à Turckheim, en Alsace.

## La bataille
La stratégie adoptée par Turenne surprend l'ennemi, en l'attaquant depuis les Vosges. Après avoir pris des informations sur la situation de l'ennemi pendant plusieurs semaines, Turenne fait passer son armée par la montagne pour descendre sur Turckheim.
En 1672, Turenne a plus de 60 ans — et se trouve au faîte de ses honneurs — le roi l’a promu maréchal général des camps et armées du roi, colonel général de la cavalerie légère, gouverneur du Limousin et ministre d’État. Il reprend pourtant du service lors de la guerre de Hollande.
À l’automne 1674, les 30 000 Impériaux, rejoints par 20 000 Brandebourgeois, passent le Rhin et établissent leurs quartiers en Alsace sous le commandement du grand électeur, Frédéric-Guillaume de Brandebourg.
Turenne ne compte que 30 000 hommes, dont le régiment des Gardes françaises.
L’hiver marque traditionnellement la trêve des combats. Mais Turenne ne veut pas en tenir compte : il nourrit le projet de passer les Vosges pour fondre sur les campements adverses. Un mois entier est nécessaire pour réaliser ce plan.
Turenne s’occupe personnellement de son application, après avoir organisé la reconnaissance et l’amélioration des chemins qui coupent le massif montagneux.
Il réussit là son plus beau succès, infligeant une défaite cuisante à l'ennemi, au prix d'un combat relativement peu meurtrier (300 Brandebourgeois tués). Il dévaste également la ville de Haguenau.